# Red Bud, Illinois
Red Bud là một thành phố thuộc quận Randolph, tiểu bang Illinois, Hoa Kỳ. Năm 2010, dân số của thành phố này là 3698 người.

## Dân số
Dân số qua các năm:
- Năm 2000: 3422 người.
- Năm 2010: 3698 người.